# José Ramón Carabante
José Ramón Carabante de la Plaza (Málaga, 1952) es un empresario español, licenciado en Derecho. Está casado y tiene un hijo.
Es conocido en el mundo deportivo por ser patrocinador y mecenas, ya que fue dueño hasta 2013 del Club Baloncesto Murcia de la Liga ACB, antes de su venta a José Luis Mendoza Pérez y presidente (hasta mediados de 2011) de la escudería española de Fórmula 1 Hispania Racing (antes conocida como Campos Meta) que fue dirigida por Colin Kolles y que debutó en la temporada 2010, además de ser presidente de empresas como Grupo 2002 y Grupo Hispania. También es conocido en el mundo del arte por ser dueño de una valiosa pinacoteca.
Es uno de los grandes empresarios de la Región de Murcia. En 2009 creó junto al exministro Miguel Boyer una sociedad conjunta de inversión en bolsa.